# Cyrtopogon perrisi
Cyrtopogon perrisi là một loài ruồi trong họ Asilidae. Cyrtopogon perrisi được Séguy miêu tả năm 1927. Loài này phân bố ở vùng Cổ Bắc giới.